# Fernelmont
Fernelmont är en kommun i Belgien.   Den ligger i provinsen Namur och regionen Vallonien, i den centrala delen av landet, 60 km sydost om huvudstaden Bryssel. Antalet invånare är 7 104.
Trakten runt Fernelmont består till största delen av jordbruksmark. Runt Fernelmont är det ganska tätbefolkat, med 100 invånare per kvadratkilometer.